# Alberto Rodriguez Larreta
Alberto "Larry" Rodriguez Larreta (ur. 14 stycznia 1934 w Buenos Aires, zm. 11 marca 1977 tamże) – argentyński kierowca wyścigowy.

## Życiorys
Rodriguez Larreta pochodził z zamożnej rodziny i był synem kierowcy wyścigowego, Alberto Manuela Rodrigueza Larrety. W latach 50. rozpoczął ściganie się, wygrywając na Ferrari 625 TF w 1955 wyścig 500 Millas de Rafaela. W 1956 wziął udział w jednym wyścigu Mistrzostw Świata Samochodów Sportowych. Wziął udział w jednym wyścigu Formuły 1 – Grand Prix Argentyny 1960, w którym ścigał się fabrycznym Lotusem 16. Startował do tego wyścigu z 15 miejsca, a ukończył go na dziewiątej pozycji. Po tym wyścigu odrzucił ofertę Colina Chapmana, który proponował mu dalsze starty w Lotusie. Następnie ścigał się między innymi samochodami rajdowymi, wyścigowymi (w tym w wyścigach długodystansowych) i mikrosamochodami. Brał udział także w wielu lokalnych wyścigach w Argentynie. Po zakończeniu kariery wyścigowej prowadził własny biznes. Zmarł niespodziewanie na atak serca w 1977.

## Wyniki w Formule 1
| Legenda oznaczeń w tabelach wyników Wyświetl szablon na nowej stronie | Legenda oznaczeń w tabelach wyników Wyświetl szablon na nowej stronie                                                                     |
| Oznaczenie                                                            | Wyjaśnienie |
| --------------------------------------------------------------------- | --- |
| Złoty                                                                 | Zwycięzca lub mistrzostwo |
| Srebrny                                                               | 2. miejsce lub wicemistrzostwo |
| Brązowy                                                               | 3. miejsce lub II wicemistrzostwo |
| Zielony                                                               | Ukończył, punktował (w klasyfikacji generalnej, gdy zdobył co najmniej jeden punkt na przestrzeni sezonu, poza trzema powyższymi opcjami) |
| Niebieski                                                             | Ukończył, nie punktował (w klasyfikacji generalnej, gdy nie zdobył co najmniej jednego punktu na przestrzeni sezonu)                      |
| Czerwony                                                              | Nie zakwalifikował się (NZ) |
| Czerwony                                                              | Nie prekwalifikował się (NPK) |
| Różowy                                                                | Nie ukończył (NU) |
| Różowy                                                                | Niesklasyfikowany (NS) (w klasyfikacji generalnej, gdy nie został sklasyfikowany w żadnym wyścigu sezonu)                                 |
| Czarny                                                                | Zdyskwalifikowany (DK) |
| Czarny                                                                | Wykluczony (WYK/EX) |
| Biały                                                                 | Nie wystartował (NW) |
| Biały                                                                 | Kontuzjowany (K/INJ) |
| Biały                                                                 | Wyścig odwołany (OD/C) |
| Bez koloru                                                            | Został wycofany (WYC/WD) |
| Bez koloru                                                            | Nie przybył (NP/DNA) |
| Bez koloru                                                            | Nie brał udziału w treningach (NT/DNP) |
| Bez koloru                                                            | Nie został zgłoszony (–) |
| Pogrubienie                                                           | Start z pole position |
| Kursywa                                                               | Najszybsze okrążenie wyścigu |
| †                                                                     | Nie ukończył, ale jego rezultat został zaliczony ze względu na przejechanie więcej niż 90% dystansu wyścigu.                              |
| *                                                                     | Sezon w trakcie |
| 1/2/3                                                                 | Punktowana pozycja w sprincie kwalifikacyjnym                                                                                             |
| Lista systemów punktacji Formuły 1                                    | |

| Rok  | Zespół     | Samochód | Silnik    | 1     | 2   | 3   | 4   | 5   | 6   | 7   | 8   | 9   | 10  | Msc. | Pkt. |
| ---- | ---------- | -------- | --------- | ----- | --- | --- | --- | --- | --- | --- | --- | --- | --- | ---- | ---- |
| 1960 | Team Lotus | Lotus 16 | Climax R4 | ARG 9 | MCO | 500 | NLD | BEL | FRA | GBR | POR | ITA | USA | 38   | 0    |